# Wittstock-Ruppiner Heide
Wittstock-Ruppiner Heide este o arie protejată (arie specială de conservare — SAC, sit de importanță comunitară — SCI) din Germania întinsă pe o suprafață de 9.197,52 ha, integral pe uscat.

## Localizare
Centrul sitului Wittstock-Ruppiner Heide este situat la coordonatele 53°05′50″N 12°39′55″E / 53.0972°N 12.6653°E.

## Înființare
Situl Wittstock-Ruppiner Heide a fost declarat sit de importanță comunitară în septembrie 2000 pentru a proteja 1 specie de animale. Situl a fost protejat și ca arie specială de conservare în decembrie 2016.

## Biodiversitate
Situată în ecoregiunea continentală, aria protejată conține 5 habitate naturale: Vegetație psamofilă uscată cu Calluna și Genista, Vegetație psamofilă uscată cu pășuni deschise de Corynephorus și Agrostis, Pajiști uscate europene, Păduri de fag Luzulo-Fagetum, Păduri acidofile de stejar bătrân cu Quercus robur pe câmpii nisipoase.
La baza desemnării sitului se află o specie protejată de  mamifere: liliac cârn (Barbastella barbastellus).
Pe lângă speciile protejate, pe teritoriul sitului au mai fost identificate 5 specii de plante, 1 specie de reptile.